# نازناز
نازناز (بالفارسية: نازناز) هي قرية تتبع للناحية المركزية في مقاطعة أرومية في محافظة أذربيجان الغربية شَمال غرب إيران. يقدر عدد سكانها بـ 360 نسمة بحسب إحصاء 2016.